# NFL Football Trivia Challenge
NFL Football Trivia Challenge est un jeu vidéo de quiz sorti en 1993 sur CD-I puis en 1994 sur Mega-CD. Le jeu a été développé et édité par Capitol Disc Interactive.